# 平顶山东站
平顶山东站是位于河南省平顶山市卫东区的一个铁路车站，建于1961年，原名申楼站。目前为一等站，管内下辖余官营站、姚孟站、平顶山站、邓李站、丁营站和裴城站。邮政编码为467000。目前客运：不办理客运业务；办理货运运输，危险化学品托运。